# Marc Reichert
Marc Reichert (* 22. März 1980 in Seftigen) ist ein ehemaliger Schweizer Eishockeyspieler, der über viele Jahre beim SC Bern, dem HC Ambrì-Piotta und den Kloten Flyers in der Schweizer National League A aktiv war. Mit dem SC Bern wurde er insgesamt dreimal in seiner Karriere Schweizer Meister.

## Karriere
Reichert begann seine Karriere beim EHC Burgdorf, für die er alle Nachwuchsabteilungen durchlief. 1996 erfolgte schliesslich der Wechsel zum SC Bern, wo er bereits im ersten Jahr sein Debüt in der Nationalliga A gab. Dort spielte er – neben einem kurzen Gastspiel beim EHC Biel 1998 – bis zum Jahr 2002, ehe der Stürmer vom EHC Kloten verpflichtet wurde. Während der Saison 2004/05 ging er wieder zum SC Bern zurück, für den er bis 2012 regelmässig spielte. In der Saison 2009/10 gewann er mit dem Bernern die Schweizer Meisterschaft. Zur Spielzeit 2012/13 wurde der Stürmer vom HC Ambrì-Piotta unter Vertrag genommen. Im April 2014 wurde bekannt, dass Reichert im Tausch mit Alexei Dostoinow zurück zum SC Bern wechselte. In den folgenden Jahren wurde er mit dem SCB zweimal Meister. Nach dem Gewinn der Meisterschaft im April 2017 gab Reichert seinen Rücktritt vom Profisport bekannt. Seine Trikotnummer 26 wurde vom SC Bern gesperrt.

### International
Reichert gab 1997 sein Debüt in der Juniorenauswahl der Schweizer Eishockeynationalmannschaft. Ab der Weltmeisterschaft 2001 gehörte er zum Stammaufgebot der Mannschaft und absolvierte bis zum Ende seiner Karriere 133 Länderspiele.

## Erfolge und Auszeichnungen
- 2010 Schweizer Meister mit dem SC Bern
- 2015  Schweizer Cupsieger mit dem SC Bern
- 2016 Schweizer Meister mit dem SC Bern
- 2017 Schweizer Meister mit dem SC Bern

### International
- 1998 Bronzemedaille bei der Junioren-Weltmeisterschaft

## Karrierestatistik
(Legende zur Spielerstatistik: Sp oder GP = absolvierte Spiele; T oder G = erzielte Tore; V oder A = erzielte Assists; Pkt oder Pts = erzielte Scorerpunkte; SM oder PIM = erhaltene Strafminuten; +/− = Plus/Minus-Bilanz; PP = erzielte Überzahltore; SH = erzielte Unterzahltore; GW = erzielte Siegtore; 1 Play-downs/Relegation; Kursiv: Statistik nicht vollständig)